# KISEKI 〜the best of Whiteberry〜
『KISEKI 〜the best of Whiteberry〜』（キセキ ザ・ベスト・オブ・ホワイトベリー）は、Whiteberryの3枚目のフル・アルバムでバンド活動時代で最初で最後のベスト・アルバムとなった。2004年4月28日発売。

## 解説
前作『カメレオン』から2年3ヶ月ぶりにリリースされた3枚目のアルバムで、初のベスト・アルバム。2004年2月18日に2004年3月31日をもって解散することが発表されて、ファンの熱い要望に応える形で発売決定したベストアルバムである。Whiteberryとしては最初で最後となったDVD付き（初回生産限定盤のみ・DUOケース仕様）の2枚組のアルバムである（収録内容は下記参照）。
シングル作品で未収録となった作品は、4th「あくび」・7th「立入禁止」・9th「BE HAPPY」・10th「声がなくなるまで」となっている。

## 収録曲

### CD
1. 夏祭り （作詞・作曲: 破矢ジンタ、編曲・坂井紀雄）
  - JITTERIN'JINNのカバー曲。オリコン最高3位を記録した自己最大ヒット曲。
  - TBS系『ドラマ30』枠内ドラマ『ふしぎな話』主題歌

この楽曲が企画立案された時は、今でこそカバーソングは定着しているが、この当時はほとんどなかったため、周囲から猛反対を浴びていたというエピソードがある。PV撮影は地元北見で撮影された。PVでメイン会場として使われた木造校舎はこの撮影後、しばらくして取り壊されてしまった。
2. 信じる力 （作詞: Whiteberry & UCO、作曲: Funta、編曲：鈴木 Daichi 秀行）
  - テレビ東京系アニメ『SDガンダムフォース』エンディングテーマ

歌詞の内容は解散を連想させるものであるが、このシングルをリリースした時点では解散の話はなかったが、結果的にラストシングルとなった楽曲。『SDガンダムフォース』エンディングテーマとして流れ、業界初のプラモデル付CDとして話題を呼んだ。PV撮影は、東京の都営荒川線を使って行われた。後日談で、このPV撮影の時点で既に解散は決定しており、そのためにラストカットに手を振るシーンを入れることとなった。
3. かくれんぼ （作詞: 川村恵里加、作曲・編曲: たなかひろかず）
  - 全国東映系公開劇場版アニメ映画『ピカチュウのどきどきかくれんぼ』オープニングテーマ

「幼い初恋の思い出」に「かくれんぼ」を重ね合わせた歌詞は当初テーマが絞りきれず、ホテルで缶詰になりながら書き上げた。PV撮影は「夏祭り」同様に地元北見に行われ、途中で登場するキタキツネは偶然居合わせたものである。
4. 生まれ変わってもアタシでいたい （作詞: 川村恵里加、作曲・編曲: 馬場一嘉）
  - NHK教育テレビドラマ『どっちがどっち!』オープニングテーマ

ドラマの主題歌になった楽曲で、原作が映画『転校生』でお馴染みの『おれがあいつであいつがおれで』。ドラマの内容に連動させて、歌詞の当初のテーマが「私が男の子になったら」"自分が男だったら、こんなことしてみたい" 的な内容を狙っていたが、最終的に「男とか女ではなく、アタシはアタシになりたい」という思いに辿り着き、出来上がった楽曲。
5. がんばれ!女の子 （作詞: 長谷川ゆかり、作曲・編曲: 坂井紀雄）
ドラマ「ふしぎな話」の主題歌として第一候補に挙がっていた曲だったが、この曲の内容が女の子を主に描いたものであったため、ドラマの主人公は女の子だけではなかったので、「夏祭り」に決まった。
6. 中国四千年の恋 （作詞・作曲: Whiteberry、編曲：坂井紀雄）
1stアルバム制作時とガラッと変わって、メンバー積極的に楽曲作りに取り組み始め、結果としてメンバー曲が2ndアルバム『カメレオン』には5曲も収録された。その中でもこの曲は圧倒的に楽しんで（悪乗りして？）作った曲。
7. 自転車泥棒 （作詞・作曲: 手島いさむ、編曲: 馬場一嘉）
  - ユニコーンのカバー曲

Whiteberryは「自転車泥棒」・「BE HAPPY」（PERSONZのカバー曲）・「声がなくなるまで」（JUN SKY WALKER(S)のカバー曲）とカバーシングルをリリースした。この三作では本人たちのビジュアルは一切出さず、全て森チャックによるイラストで統一していた。
8. 10 years after （作詞: Whiteberry、作曲・編曲: 坂井紀雄）
「10年後も変わらずにWhiteberryは続いていくんだ！」というメンバーの気持ちがこもった曲。
9. Whiteberryの小さな大冒険 （作詞: 川村恵里加・長谷川ゆかり、作曲: 恩田快人、編曲：坂井紀雄・恩田快人）
  - ホテイフーズ『食べごろ果実』CMソング
  - TBS系『COUNT DOWN TV』エンディングテーマ

初の単独メンバー作詞によるシングル曲で、PV撮影は東京のスタジオで行われた。
10. 願い星 （作詞: Whiteberry、作曲・編曲: 坂井紀雄）
アルバム曲でありながら、Whiteberryの代表的なナンバーに名を連ねるほど重要な位置を占める楽曲。
11. ときめきラブコール （作詞・作曲: Whiteberry、編曲：坂井紀雄）
非常にPOPでCUTEなナンバーであるが、実は歌詞のテーマが「彼氏が死んじゃった」という意外にシュールな楽曲。
12. YUKI （作詞: Whiteberry、作曲: 恩田快人、編曲：坂井紀雄・恩田快人）
  - フジテレビ系『めちゃ×2イケてるッ!』エンディングテーマ

記念すべき1stシングルで『めちゃ×2イケてるッ!』のエンディングテーマに大抜擢された。タイアップが決定してから、2番サビの「土曜の夜だから～」の部分は急遽書き直された。
13. 通学路 （作詞: Whiteberry、作曲: 恩田快人、編曲：坂井紀雄・恩田快人）
  - テレビ東京系アニメ『キョロちゃん』エンディングテーマ
  - フジテレビ系『めちゃ×2イケてるッ!』エンディングテーマ

この曲がデビューシングルの予定でだったが、デビューはミニアルバムに変更になり、その中に収録されることとなった。ちなみにシングルの場合は、カップリングは「あそびたいの」(after school収録)を予定していた。
14. 一番星 （作詞: Whiteberry & UCO、作曲: Whiteberry、編曲：鈴木 Daichi 秀行）
「信じる力」同様に、夢と友情をテーマにした楽曲のためか、解散をまるで暗示していたかのように受け取れるが、これはまったくの偶然である。このシングルジャケットに描かれている、バラバラに空に飛んでいく風船も解散の暗示だったのかと読み取れるがそれも偶然である。
15. 桜並木道 （作詞・作曲: Whiteberry、編曲：伊藤銀次&Whiteberry）
  - アサヒ飲料『三ツ矢サイダー』CMソング

初のWhiteberry作詞・作曲名義のナンバーであり、シングルとしても初メンバー作詞・作曲によるシングル楽曲となった。PV撮影は沖縄で行われ、クリップに使用されなかった幻の映像部分が「Videoberry3号」に収録されている。
16. Rainy days and Wednesday （作詞・作曲・編曲: 馬場一嘉）
アルバム「カメレオン」発表後、新しいWhiteberry像を模索し制作されたナンバー。作業は2002年3月に行われた。Whiteberryの今までの楽曲とは異なる曲調や歌詞にメンバーがなかなか馴染めず、作業は難航した。何とか完成したが、この時点ではリリースすべきでないと判断しお蔵入りとなっていた楽曲。収録されているのは、当時の音源である。

### 参考資料
- アルバムライナーノーツ

### DVD（初回限定盤のみ）
1. 信じる力 - Video Clip

LIVEBIOGRAPHY(下記ライブの模様をダイジェスト編集した内容を収録)
2. デビュー後〈初〉のライブ(2000年9月9日SAPPORO BESSIE HALL）
3. 東京での〈初〉ステージ(2001年8月9日SHIBUYA AX)
4. 〈初〉のワンマンコンサート(2002年1月13日SHIBUYA ON AIR WEST)

## 収録作品
| 曲名                           | 収録作品                                                           | 備考             |
| ------------------------------ | ------------------------------------------------------------------ | ---------------- |
| 夏祭り                         | - 3rdシングル 「夏祭り」 - 1stアルバム （初）                      | -                |
| 信じる力                       | - 11thシングル 「信じる力」                                        | アルバム初収録曲 |
| かくれんぼ                     | - 6thシングル 「かくれんぼ」 - 2ndアルバム 「カメレオン」          | -                |
| 生まれ変わってもアタシでいたい | - 9thシングル 「BE HAPPY」c/w                                      | アルバム初収録曲 |
| がんばれ!女の子                | - 3rdシングル 「夏祭り」c/w                                        | アルバム初収録曲 |
| 中国四千年の恋                 | - 2ndアルバム「カメレオン」                                        | -                |
| 自転車泥棒                     | - 8thシングル 「自転車泥棒」                                       | アルバム初収録曲 |
| 10 years after                 | - 2ndアルバム「カメレオン」                                        | -                |
| Whiteberryの小さな大冒険       | - 2ndシングル 「Whiteberryの小さな大冒険」 - 1stアルバム「（初）」 | -                |
| 願い星                         | - 1stアルバム「（初）」                                            | -                |
| ときめきラブコール             | - 7thシングル 「立入禁止」 - 2ndアルバム「カメレオン」             | -                |
| YUKI                           | - 1stシングル 「YUKI」 - 1stアルバム「（初）」                     | -                |
| 通学路                         | - ミニアルバム 「after school」 - 1stアルバム「（初）」            | -                |
| 一番星                         | - 11thシングル 「信じる力」c/w                                     | アルバム初収録曲 |
| 桜並木道                       | - 5thシングル「桜並木道」 - 2ndアルバム「カメレオン」              | -                |
| Rainy days and Wednesday       | - 未発表曲                                                         | アルバム初収録曲 |